# تیلتد تاورز
تیلتد تاورز (انگلیسی: Tilted Towers)، که در زبان فارسی به معنی «برج‌های کج» است، مکانی در بازی ویدئویی بتل رویال تیراندازی سوم شخص، فورتنایت بتل رویال است. تیلتد تاورز در یک بروزرسانی در ژانویه ۲۰۱۸ معرفی شد و یک شهر دارای آسمان‌خراش‌ها و خیابان‌های تخریب‌پذیر است. این شهر که در نزدیکی مرکز نقشهٔ بازی قرار دارد، به اصطلاح بیشترین مقدار «لوت»‏ را در بازی داشت و معمولاً پرهوادارترین مکان در فورتنایت بود، به طوری که بیشتر بازیکنان در هر دست بازی آنجا می‌رفتند. از زمان معرفی در ژانویه ۲۰۱۸ تاکنون، این مکان دچار تغییرات زیادی شده و گاهی نیز حذف شده است. از ژوئن ۲۰۲۴، تیلتد تاورز تنها در حالت بازی «ریلود»‏ قرار دارد. منتقدان به‌طور کلی نسبت به تیلتد تاورز دیدگاه‌های منفی داشته‌اند و به دلیل ایجاد آشفتگی در روند بازی از آن انتقاد کرده‌اند. تیلتد تاورز به‌طور گسترده‌ای نمادین‌ترین مکان در تاریخ بازی فورتنایت انگاشته می‌شود.

## طراحی
تیلتد تاورز یک مکان شهری کوچک در فورتنایت بتل رویال بود و هم‌اکنون مکانی در فورتنایت ریلود است. این شهر که در نزدیکی مرکز نقشه قرار دارد، از چندین آسمان‌خراش بزرگ با فضای داخلی تنگ تشکیل شده است که هر کدام از چندین طبقه تشکیل شده‌اند و بلندترین ساختمان آن یک برج ساعت بزرگ است. با توجه به بلندی ساختمان‌ها، هر ساختمان برای بازیکنانی که قادر به ماندن در پشت‌بام‌ها بودند و تفنگ‌های تک‌تیرانداز داشتند، در برابر سایر بازیکنان مزیتی فراهم می‌نمود. با این وجود، ساختمان‌های تیلتد تاورز طبق مکانیک‌های فورتنایت بتل رویال، توسط همهٔ بازیکنان تخریب‌پذیر هستند و می‌توان کل مکان را به مانند یک پارکینگ خودرو تخت و مسطح کرد.
در کنار قرار داشتن در نزدیکی مرکز نقشهٔ بتل رویال، تیلتد تاورز بیش از هر مکان دیگری در بازی در آن لوت قرار داشت و بنابر این به‌طور باورنکردنی‌ای مقصدی پرهوادار بود، به‌طوری که بسیاری از بازیکنان هر دست از بازی در تیلتد تاورز فرود می‌آمدند. این مکان بیشتر دربرگیرندهٔ آسمان‌خراش‌هایی بود که به بازیکن بر علیه بازیکن دشمنش، موقعیت بالادستی می‌داد، و در نتیجه نبرد در این مکان پرتنش بود، و بازیکنان معمولاً از مکان‌های غیرقابل پیش‌بینی خارج از میدانِ دیدشان به سویشان شلیک می‌شد. فرود آمدن در تیلتد تاورز به دلیل محبوبیتش خطرناک به‌شمار می‌رفت، اما به دلیل لوت زیادی که بازیکنان تا پایان بازی با آن فراهم می‌شدند، محبوب بود.
چندین تکرار و بازنمایی از تیلتد تاورز در طول تاریخچهٔ بازی وجود داشته است. نمونه‌ها شامل این موارد هستند: نِئو تیلتد‏، یک مادرشهر آینده‌نگر الهام‌گرفته از زمینهٔ انیمه‌هایی مانند آکیرا (که در «نِئو-توکیو» جریان داشت)؛ تیلتِد تاون،‏ شهری با زمینهٔ غرب وحشی که مکانیک‌های ساخت‌وساز بازی از کار می‌افتادند، و اندازهٔ شهر کمی کاهش یافت؛ سالتی تاوِرز،‏ مکانی بیابانی که تیلتد تاورز را با مکانی دیگر در فورتنایت بتل رویال به نام سالتی اسپرینگز‏ ترکیب کرد؛ و در آخر تِینتِد تاورز،‏ نسخه‌ای از تیلتد تاورز که در آن ناحیهٔ اطراف شهر به رنگ نقره‌ای درآمده بود، و برخی ساختمان‌ها توسط موجودی به نام «کروم»‏ خورده شده بودند.

## توسعه و تاریخچه
در طول توسعه، تیلتد تاورز توسط اپیک گیمز طراحی شد تا در «انتهای بزرگ‌تر از مقیاس» از مکان‌های جزیرهٔ فورتنایت قرار گیرد و و از قصد در مرکز نقشه قرار گرفت تا همکنش بازیکنان را افزایش دهد. مکان شهر به‌گونه‌ای ساخته شد که مانند سایر شهرهای درون بازی از جمله پلزنت پارک‏ و ریتیل رو‏ باشد. برای افزایش همکنش بازیکنان مقدار زیادی لوت در این مکان قرار داده شد و به گفتهٔ یکی از توسعه‌دهندگان: «مکانی‌ست که بسیاری از بازیکنان تصمیم به فرود می‌گیرند و همچنان می‌توانند اسلحه‌های کافی برای محافظت از خود بگیرند». در ژانویهٔ ۲۰۱۸، تیلتد تاورز در فصل دوم در کنار چهار مکان دیگر به بازی افزوده شد.
در مارس ۲۰۱۸، شهاب‌سنگی در آسمان بالای جزیرهٔ فورتنایت پدیدار شد و بازیکنان گمان کردند قرار است تیلتد تاورز به دست شهاب‌سنگ ویران شود. به دنبال شایعات، توسعه‌دهندگان با کنایه اشاره به ویرانی مکان داشتند و باعث شد بازیکنان برای دیدن آنچه در حال رخ دادن است، از مکان بازدید کنند. با این حال، در مه ۲۰۱۸، یک بروزرسانی در نقشه مکانی متفاوت به نام داستی دیپوت را نشان داد که توسط شهاب سنگ تخریب شده و تنها یک ساختمان در تیلتد با یک شهاب‌سنگ کوچک‌تر تخریب شده است. در مه ۲۰۱۹، در طول فصل ۸، آتشفشانی در نقشه فوران کرد و در نتیجه، تیلتد تاورز به جز یک ساختمان ویران شد. بعداً در همان ماه با انتشار فصل ۹، تیلتد تاورز به عنوان نئو تیلتد بازسازی شد. در طول فصل ایکس، نئو تیلتد دو بار جایگزین شد، یک بار با تیلتد تاون و یک بار بعداً در طول همکاری جشن گرفتن سالگرد هشتاد سالگی بتمن با گاتهام سیتی. در پایان فصل ایکس،‏ نقشهٔ فورتنایت، توسط یک سیاه‌چاله بلعیده شد و منجر به تخریب گاتهام سیتی و باقی نقشه شد که در آغاز قسمت دوم بازی با یک نقشهٔ نو جایگزین شد.
در فصل پنجم قسمت دوم، تیلتد تاورز به شکل سالتی تاورز برگشت، اما در فصل پسین با بانی بربز جایگزین شد. در دسامبر ۲۰۲۱، فصل یکم قسمت سوم پس از قسمت دوم منتشر شد و جزیره در یک رویداد زنده، وارونه شد و یک نقشهٔ نو زیر آن را نشان داد. در این نقشهٔ نو، تیلتد تاورز نیز وجود داشت اما تا ژانویه سال بعد، زیر برف بود و پس از آن برف‌ها آب شدند و پس از دو سال ناپیدایی، به فورتنایت برگشت. در طول فصل دوم قسمت سه در مه ۲۰۲۲، یک جنگ درون‌بازی بین جناح‌هایی به نام «نظام خیالی»‏ و «هفت»‏ منجر به ویرانی چندین ساختمان بزرگ در تیلتد تاورز شد. این ساختمان‌ها توسط جامعهٔ بازیکنان فورتنایت در فورتنایت کریتیو بازسازی شد. بازیکنان می‌توانستند ساختمان‌های خودشان را طراحی کنند تا جایگزین ساختمان‌های تخریب‌شده در جنگ درون بازی شوند. این طراحی‌ها سپس می‌توانستند به یک رقابت درون بازی به نام بلوک ۲٬۰ ارسال شوند و بازیکنان دیگر می‌توانستند برای ساختمان‌هایی که می‌خواستند که در مکان ببینند رای‌گیری کنند.
در پایان فصل چهارم قسمت سوم، جزیرهٔ فورتنایت توسط موجودی به نام کروم تحت حمله قرار گرفت و باعث تغییر تیلتد تاورز به تینتد تاورز شد، البته تا پیش از اینکه کروم باعث نابودی دو جزیرهٔ قسمت دوم و سوم و در نتیجه تینتد تاورز شود. در نوامبر ۲۰۲۳، قسمت چهارم «فصل اوجی»‏ منتشر شد که نقشهٔ اصلی فورتنایت و همین‌طور تیلتد تاورز پیش از تخریب نقشه به دست سیاه‌چاله در طول رویداد «بیگ بنگ» را برگرداند. در ژوئن ۲۰۲۴، تیلتد تاورز به عنوان بخشی از حالت «ریلود» بازی برگشت و در کنار مکان‌های دیگر در نقشه‌ای کوچک‌تر از حالت بتل رویال وجود دارد. همچنین می‌توان در چندین بازسازی در فورتنایت کریتیو در آن بازی کرد.

## بازخورد و میراث
تیلتد تاورز به دلیل فراوانی لوت که عامل جذب بازیکنان بود به عنوان پرهوادارترین مکان در فورتنایت بتل رویال شناخته می‌شود که در نتیجه باعث شد به عنوان خطرناک‌ترین جای بازی نیز شناخته شود. فورد جیمز‏ از رد بول نوشت که تیلتد تاورز بدترین جای فرود آمدن در فورتنایت بتل رویال بود. با وجود نقدها، تیلتد تاورز نمادین‌ترین مکان فورتنایت بتل رویال به‌شمار می‌رود. آستن گاسلین‏ از پولیگان آن را «مهم‌ترین» مکان در تاریخچهٔ بازی توصیف کرد و نوشت که هیچ مکان دیگری نتوانست به میزان «آگاهی فرهنگی» تیلتد تاورز برسد. به گفتهٔ پی‌سی‌گیمزان، سالتی تاورز محبوب‌ترین مکان در فصل پنجم قسمت دوم بود.
منتقدان روی‌هم‌رفته دیدگاه‌های منفی دربارهٔ تیلتد تاورز داشتند و بیشتر محبوبیت آن که منجر به سختی بازی شده بود را نقد می‌کردند. هنگام معرفی، سسیلیا دآناستاسیو در نوشتار کوتاکو نوشت که تیلتد تاورز «شیطانی» است و به گونه‌ای طراحی شده‌اند تا بازیکن معمولی را از خود متنفر کند و افکار خود را به مهارت و تجربهٔ خود در بازی نسبت دهد. کریستین دانلن‏ از یوروگیمر، فرود آمدن در این مکان را با قرار گرفتن در چرخ گوشت یکی دانست و محبوبیت این مکان را به‌خاطر «دوگانه» کردن گیم‌پلی فورتنایت نقد کرد و همچنین گفت پرهواداری آن باقی مکان‌های بازی را کم‌تر جالب نشان می‌دهد. او نیز در نتیجه تجربهٔ بازی در مکان را تکراری توصیف نمود. برت مکدونسکی‏ از دستراکتید با دانلن افکار همسانی را داشت و نوشت که محبوبیت مکان، با «کم‌جمعیت» نشان دادن باقی نقشه، باعث آشفتگی در بازی می‌شود. در مقابل، گاسلین از پولیگان تیلتد تاورز را «تجربه‌ای منحصربه‌فرد» و یکی از سرگرم‌کننده‌ترین مکان‌های بازی توصیف کرد. در طول فصل ایکس، گاسلین نسخهٔ غرب وحشی این مکان را ستود و مبارزه در آنجا را به دلیل غیرفعال‌سازی مکانیک‌های ساخت‌وساز بازی، یک «تغییر بزرگ سرعت» توصیف کرد.
زمانی که تیلتد تاورز در خطر نابودی به دست شهاب‌سنگ قرار داشت، دانلن و مکدونسکی هر دو نوشتند که این مکان به دلیل مشکلاتش سزاوار نابودی است، مکدونسکی نیز نوشت «اگر [تیلتد تاورز] ویران شود، فورتنایت بازی متعادل‌تری می‌شود». هنگام نابودی مکان بعدتر در همان سال، جیمز دیونپورت‏ از پی‌سی گیمر تصمیم اپیک برای زدایش مکان را انتقاد کرد و نوشت که این تصمیم در کنار بازگشت «درام گان» به شدت تعادل بازی را به‌هم می‌زند. او ویرانی تیلتد تاورز را یکی از «ویرانگرترین» رویدادها در تاریخچهٔ فورتنایت بتل رویال توصیف کرد.
در طول قسمت چهارم، فیل اوون‏ از گیم‌اسپات تیلتد تاورز در قسمت سوم را به یک مکان نو به نام مگا سیتی‏ در قسمت چهارم مقایسه کرد. اوون، روند بازی در تیلتد تاورز در حالت «نو بیلد»، که در آن مکانیک‌های ساخت‌وساز بازی را زدوده شده بود را مورد انتقاد قرار داد. او اظهار داشت که این بازی به دلیل طراحی قدیمی آن که حول محور ساخت‌وساز است، برای این حالت بازی طراحی نشده است، همچنین او این مکان را به عنوان «یک شکنجه روانی» توصیف کرد. او در مقایسه، مگا سیتی را بهتر می‌دید و آن را مکانی با طراحی بهتر از تیلتد تاورز توصیف کرد.
آهنگی در نینجاورکز، آلبومی از استریمر فورتنایت نینجا در همکاری با آلسو، به نام تیلتد تاورز نام‌گذاری شد.

## واژه‌نامه
1. ↑  Loot
2. ↑  Reload
3. ↑  Neo Tilted
4. ↑  Tilted Town
5. ↑  Salty Towers
6. ↑  Salty Springs
7. ↑  Tainted Towers
8. ↑  Chrome
9. ↑  Pleasant Park
10. ↑  Retail Row
11. ↑  X به معنای ده
12. ↑  Imagined Order
13. ↑  The Seven
14. ↑  Season OG
15. ↑  Ford James
16. ↑  Austen Goslin
17. ↑  Christian Donlan
18. ↑  Brett Makedonski
19. ↑  James Davenport
20. ↑  Phil Owen
21. ↑  Mega City